# 格拉比夫卡 (沃洛達爾西克-沃林西基區)
50°39′37″N 28°26′26″E / 50.66028°N 28.44056°E
格拉比夫卡（烏克蘭語：Грабівка），是烏克蘭北部的村莊，隸屬日托米爾州的日托米爾區。該村面積8.09平方公里，2001年人口150，人口密度每平方公里18.54人。